# آلویس میلیشار
آلویس میلیشار (آلمانی: Alois Melichar؛ ‏ ۱۸ آوریل ۱۸۹۶ – ۹ آوریل ۱۹۷۶) آهنگساز، رهبر ارکستر، تنظیم‌کننده، منتقد موسیقی و نویسنده اهل اتریش بود.
از فیلم‌هایی که وی در آن‌ها نقش داشته‌است، می‌توان به رامبرانت، ترانه مادر و اگر موسیقی نبود اشاره نمود.